# Groupe de Witt
Pour les articles homonymes, voir Anneau de Witt.
En mathématiques, un groupe de Witt sur un corps commutatif, nommé d'après Ernst Witt, est un groupe abélien dont les éléments sont représentés par des formes bilinéaires symétriques sur ce corps.

## Définition
Considérons un corps commutatif k. Tous les espaces vectoriels considérés ici seront implicitement supposés de dimension finie. On dit que deux formes bilinéaires symétriques sont équivalentes si on peut obtenir l'une à partir de l'autre en additionnant 0 ou plusieurs copies d'un plan hyperbolique (forme bilinéaire symétrique non dégénérée en dimension 2 avec un vecteur de norme nulle). Le théorème de Witt garantit qu'il s'agit bien d'une relation d'équivalence.
Le groupe de Witt sur k est le groupe abélien des classes d'équivalence des formes bilinéaires symétriques non dégénérées, avec la première loi qui correspond à la somme orthogonale directe des formes. Dans ce groupe, tout élément d'ordre fini a pour ordre une puissance de 2. La hauteur du corps k est définie comme l'exposant du sous-groupe de torsion de son groupe de Witt. (Si le niveau du corps est fini, la hauteur est son double.)
Le groupe de Witt sur k peut être enrichi d'une structure d'anneau commutatif, en utilisant le produit tensoriel de deux formes bilinéaires pour la seconde loi. Cet anneau est parfois appelé l'anneau de Witt sur k, bien que le terme d'anneau de Witt est aussi parfois utilisé pour désigner un anneau complètement différent : celui des vecteurs de Witt.

## Équivalence de Witt
Deux corps commutatifs sont dits Witt-équivalents si leurs anneaux de Witt sont isomorphes. 
Deux corps de nombres K et L sont Witt-équivalents si et seulement s'il existe une bijection T entre K et L et un isomorphisme de groupes t entre leurs groupes des inversibles modulo les carrés (en), qui préserve les symboles de Hilbert de degré 2. Dans ce cas, le couple (T, t) est appelé une équivalence réciproque ou une équivalence des symboles de Hilbert de degré 2. Plusieurs variantes et extensions de ces conditions ont été étudiées ; voir les références pour plus de précisions.

## Généralisations
Les groupes de Witt peuvent être définis de la même manière pour les formes antisymétriques, et pour les formes quadratiques, ou plus généralement les formes ε-quadratiques (en), sur n'importe quel anneau R.
Les groupes résultants (et leurs généralisations) forment le L-groupe {\displaystyle L^{2k}(R)} symétrique de dimension paire, et le L-groupe {\displaystyle L_{2k}(R)} quadratique de dimension paire. Les L-groupes quadratiques sont 4-périodiques, où {\displaystyle L_{0}(R)} est le groupe de Witt des formes (symétriques) (1)-quadratiques, et {\displaystyle L_{2}(R)} est le groupe de Witt des formes (antisymétriques) (-1)-quadratiques ; les L-groupes symétriques ne sont pas 4-périodiques sur tous les anneaux, d'où le fait qu'ils produisent une généralisation un peu moins exacte.
Les L-groupes sont des objets essentiels en théorie de la chirurgie, et forment l'un des trois termes de la suite exacte de chirurgie (en).